# Universitatea Tibiscus din Timișoara
Universitatea „Tibiscus” poartă acest nume din anul 1998, instituit prin hotărâre judecătorească și confirmat prin acte mai noi ale Agenției Române de Asigurare a Calității în Învățământul Superior, ale Ministerului Educației, Cercetării, Tineretului și Sportului și ale Parlamentului României.
Universitatea "Tibiscus" este persoană juridică română, înființată prin Legea nr.484/2002, particulară, având ca fondator unic Uniunea „Fundația Augusta”.

## Istoric
Universitatea „Tibiscus” provine din Institutul de Studii și Educație Permanentă din Timișoara, care s-a înființat în anul 1991, pe baza Legii nr. 31/1991, dar care a funcționat ca unitate nonprofit, cu profil de învățământ superior.
Universitatea "Tibiscus" din Timișoara funcționează în structura specifică modelului universităților europene, asumându-și ca misiune formarea și promovarea valorilor culturii și civilizației umane, dezvoltarea științei și aplicarea acesteia, realizarea idealului educațional întemeiat pe tradițiile umaniste, pe valorile democrației și pe aspirațiile societății românești.
Universitatea "Tibiscus" a fost înființată și acreditată prin Legea 484/11.07.2002, fiind inclusă, ca instituție de învățământ superior privat, în sistemul național de învățământ din România, ceea ce deschide studenților, absolvenților și angajaților acestei instituții accesul la toate programele naționale și internaționale aflate la dispoziția sistemului de învățământ superior.
Membră a AUDEM - Alianței Universităților pentru Democrație și a EUA - Asociația Universităților Europene, indexată în bazele de date ale IAU - Asociația Internațională a Universităților, Universitatea "Tibiscus" este conectată la preocupările majore pentru învățământ superior de calitate, pentru formare continuă și pregătire de specialiști în domeniile: juridic, economic, artistic, socio-uman și de cercetare științifică.
Universitatea a aderat la Magna Charta Europea Universitaries, document cunoscut și sub denumirea "Declarația de la Bologna", adoptând, din anul universitar 2005-2006, formula de organizare a studiilor după modelul studii universitare de licență (trei ani), urmate de studii masterale (doi ani), care deschid perspectiva continuării pregătirii la învățământul doctoral, structură confirmată prin Hotărârea Guvernului României nr. 916/11.08.2005.
Începând cu anul universitar 2007/2008, Universitatea "Tibiscus" este în rețeaua instituțiilor de învățământ superior participante la Programele de Învățare pe tot Parcursul Vieții (Life Long Learning Programs) finanțate de Uniunea Europeană (continuatoarele programelor Erasmus - Socrates).

## Facultăți
Din universitate fac parte 4 facultăți, dispunând de bază materială proprie, la nivelul cerințelor și exigențelor europene și de un corp profesoral de înaltă compentență. Facultățile, rectoratul și biblioteca sunt amplasate unitar, în trei corpuri de clădire din centrul Timișoarei, în zona Complexului studențesc.
- Facultatea de Calculatoare și Informatică Aplicată
- Facultatea de Drept și Administrație Publică
- Facultatea de Psihologie
- Facultatea de Științe Economice